# Kaczochy
Kaczochy (Karolewo) (dawniej: niem. Karlshof) – wieś w Polsce, w województwie wielkopolskim, w powiecie złotowskim, w gminie Złotów. Wchodzi w skład sołectwa Kleszczyna.
Do 2023 miejscowość była częścią wsi Sławianowo.
W latach 1975–1998 Kaczochy administracyjnie należały do województwa pilskiego.